# Agave xylonacantha
Agave xylonacantha ist eine Pflanzenart aus der Gattung der Agaven (Agave). Ein englischer Trivialname ist „Saw Leaf Agave“.

## Beschreibung
Agave xylonacantha formt einen kurzen Stamm und wächst einzeln oder sprosst. Die Rosetten bilden sich aus den unteren Blattachseln. Die variablen, lanzettförmigen dicken, steifen, grünen bis gelbgefärbten Blätter sind 40 bis 125 cm lang und 5 bis 12 cm breit. Die oberen und unteren Blattseiten sind unterschiedlich geformt. Die hornigen Blattränder sind flexibel gezahnt. Der kräftige braune bis graue Enddorn ist 3 bis 6 cm lang.
Der ährige, gerade Blütenstand wird 3 bis 6 m hoch. Die grünen bis gelbgefärbten Blüten erscheinen paarig, selten häufiger im oberen Teil und sind 40 bis 50 mm lang. Die Blütenröhre ist 3 bis 5 mm lang.

## Systematik und Verbreitung
Agave xylonacantha wächst in Mexiko in Tamaulipas, San Luis Potosí, Guanajuato, Querétaro und Hidalgo an trockenen Kalksteinhängen, in tropischem Waldland bis 900 m Höhe. Sie ist vergesellschaftet mit Kakteen- und anderen Sukkulentenarten.
Die Erstbeschreibung durch Joseph zu Salm-Reifferscheidt-Dyck ist 1859 veröffentlicht worden. Synonyme sind Agave carchariodonta Pamp., Agave kochii Jacobi, Agave noli-tangere A.Berger und Agave splendens Jacobi.
Agave xylonacantha ist ein Vertreter der Gruppe Marginatae. Charakteristisch sind die hornigen Blattränder mit den kräftigen, variabel angeordneten Randzähnen. Sie ist nahe verwandt mit Agave lophantha. Die Art wird im Botanischen Garten Huntington in San Marino in Kalifornien kultiviert. Agave xylonacantha hybridisiert mit Agave lophantha, Agave ghiesbreghtii und Agave lechuguilla.